# Pepe Díaz-Granados
José María Díaz-Granados Valenzuela, detto Pepe (Guayaquil, ... – 25 dicembre 2009), è stato un cestista ecuadoriano.

## Carriera
Con l'Ecuador ha disputato i Campionati del mondo del 1950.